# LZ 13 Hansa
 Der er for få eller ingen kildehenvisninger i denne artikel, hvilket er et problem. Du kan hjælpe ved at angive troværdige kilder til de påstande, som fremføres i artiklen.

LZ 13 Hansa (eller blot Hansa) var et civilt tysk luftskib, der fløj første gang i 1912. Det blev bygget af Luftschiffbau Zeppelin til DELAG til at transportere passagerer og post, og det fløj den første internationale passagerrute, hvor den besøgte Danmark og Sverige i september 1912. I 1913 blev det hyret af Kaiserliche Marine som træningsfartøj, og med udbruddet af første verdenskrig blev det beslaglagt af den tyske hær til at udføre bombninger, rekononcering og som træningsfartøj.

## Design
Hansa var søsterskib til LZ 11 Viktoria Luise, der var de færste to G klasse luftskibe, der blev bygget. Designet var en forstørret udgave af LZ 10 Schwaben, der var blevet gjort 7,9 m længere, for at give plads til en ekstra gasbeholder, og de fik en lidt kraftigere motor.

## Tekniske data
- Volumen: 18.700 m³ hydrogen
- Længde: 148 m
- Diameter: 14,0 m
- Egenvægt: 20,25 t
- Nyttelast: 6,3 t
- Fremdrift: Tre Maybach-Motoren på 170 PS
- Hastighed: 22,2 m/s

## Civile flyvninger
Den lukkede passagerkabine sad fast på skroget bagved en åben kontrolkabine, og der var plads til 24 passagerer. Fra 1912 til 1914 fløj Hansa hovedsageligt mellem Hamborg og Potsdam, og det var i Dresden, da første verdenskrig brød ud.
Grev Zeppelin kommanderede Hansa på den første kommercielle luftskibsrute til Danmark og Sverige den 19. september 1912.
Dette var den første kommercielle luftskibsflyvning uden for Tyskland. Klik på de blå glober for at se ruten, den fulgte:
- 03:55 53°33′N 9°59′Ø / 53.550°N 9.983°Ø Luftskibet havde afgang tidlig morgen fra Hamborg, Tyskland
- 07:15 54°35′N 11°31′Ø / 54.583°N 11.517°Ø over Hyllekrog på Lolland
- 07:20 54°34′N 11°56′Ø / 54.567°N 11.933°Ø over Gedser
- 08:00 54°46.5′N 11°30.5′Ø / 54.7750°N 11.5083°Ø over Maribo
- 08:25 55°0′30″N 11°54′37″Ø / 55.00833°N 11.91028°Ø over Vordingborg
- 08:40 55°15′N 12°08′Ø / 55.250°N 12.133°Ø over Faxe
- 09:10 55°25′N 12°09′Ø / 55.417°N 12.150°Ø over Herfølge
- 09:30 55°27′N 12°11′Ø / 55.450°N 12.183°Ø over Køge
- 10:00 55°39′N 12°18′Ø / 55.650°N 12.300°Ø over Taastrup
- 10:20 55°41′N 12°34′Ø / 55.683°N 12.567°Ø landede i København, hvor passagerene skrev postkort til deres familie i Tyskland
- 11:55 55°35′N 13°2′Ø / 55.583°N 13.033°Ø afgang fra København og fløj over Malmö
- 13:30 54°46′N 11°53′Ø / 54.767°N 11.883°Ø  over Nykøbing Falster
- 15:30 53°52′N 10°41′Ø / 53.867°N 10.683°Ø over Lübeck
- 16:40 53°33′N 9°59′Ø / 53.550°N 9.983°Ø  landede tilbage i Hamborg

Optagelser af Hansa under flyvning i København kan ses i filmene Hansa og Luftskibet Hansa's Ankomst til København, begge fra 1912.
I de to år hvor luftskibet var i kommerciel service for DELAG rejste 6.217 passagerer med LZ 13 Hansa på 399 flyvninger, og det tilbagelagde 44.437 km.

## Militær brug
Efter militæret overtog Hansa blev der monteret en platform på toppen af skroget, hvor der blev installeret to maskinkanoner.
Luftskibet blev brugt på angrebstogter til Frankrig og på rekononceringer i Østersøen, der bl.a. involverede indtagelsen af Liepāja i Letland.
Fra begyndelsen af 1915 blev det brugt som træningsfartøj, og det blev brugt til over 500 flyvninger over Berlin. I august 1916 blev det pillet fra hinanden i Jüterbog.